# くりぃむナントカのコーナー一覧
くりぃむナントカのコーナー一覧では、テレビ番組くりぃむナントカ内のコーナーについて列挙する。なお、1回しか行われなかったコーナーについては割愛している。

## 芸能界ビンカン選手権
毎回様々な場所へ行き、その場所にある間違い（ビンカンポイント）を制限時間内に回答する。解答権は各ステージ1人1回のみ。正解するとビンカンでポイントがもらえる。ただし、「○○（場所）に△△がいる」などといった芸能人に関するビンカンポイントの場合は、必ず人名も当てる必要がある。
「司会者がお面をかぶっている」等のごく簡単なものから、「隣のビルにゆうたろうがいる」や、「（低予算の）深夜番組なのに豪華な観光バスを使っている」等極めて難しい答えまでさまざまな問題が出題される。一目であからさまに分かるものは、ほとんど1ポイントや2ポイントであり（まれに0ポイント・マイナスの場合もある）、難しくなるにつれ高得点が与えられ、最高は通常100ポイント（200ポイント以上の時は主に最終ステージの大オチに使われる）。たまにウケ狙いで冗談半分で言った答えが100ポイントの正解だったという奇跡としか言えない“ボケ殺し”がある。間違えると「ドンカン」とみなされ、マイナス10ポイント。また、一目であからさまに分かるものでも実はその裏に分かりづらい仕掛けがある場合もある。
制限時間があるが司会者の気まぐれで10秒前のカウントダウンをすることが多い。回答権は1回しかないので簡単な答えにツッコミを入れたいところを我慢して、制限時間ギリギリまで難しいものを探し、結局は分からずに簡単なもので妥協することになるかだが、誰か答えれば制限時間が（その回答に関する有田の絡みなども含め）実質30秒ほど延長されるので、更にジレンマと戦う羽目になる。なお、あからさまに分かるビンカンポイントしか分からない場合、回答はカウントダウンギリギリで答えるのが暗黙の了承となっている。矢作がよくウケを狙った悪ふざけな回答をすることがあるので（本人は否定しているが）、「ウケ狙い」としてドンカン以上に減点されるペナルティが追加されたこともある（-15ポイント）。
また、このコーナーでは上田だけでなく『ビンカン王』の異名を持つようになってからの土田晃之もほぼ毎回解答者として出演している。
2007年10月にテレビ朝日の携帯ゲームに「ビンカン選手権」が登場。
2022年4月3日放送の『くりぃむナンタラ』にて復活した。

### エピソード
- ますだおかだ岡田圭右が1年以上のブランクを経てビンカン選手権に出場したが、岡田は以前出演したビンカン選手権において開始30秒ほどで1ポイントの正解をいきなり答えたため、スタッフから丸1日説教されたエピソードを披露し、長期間出演できなかったのはこのためではないかと嘆いた。
- 東京ムツゴロウ動物王国での出題の際に矢作が「ここはムツゴロウ王国ではない」とボケと取れるような解答をしたところ、正解になってしまった。実際は服部牧場でのロケであった。
- 辻希美が怪我のため松葉杖姿で出演した時、セカンドステージ（ビアガーデン）にて松葉杖を使わずに有田のほうへ歩きながら回答した。その姿に有田は『アルプスの少女ハイジ』の「クララが立った」の感動の名シーンと照らし合わせて、感動のあまりボーナスとして5ポイントを与えた（その時の辻ちゃんは回答も見事「ビンカン」だった）。しかし、そのあとのサードステージ（お寺）にて、安田大サーカスのHIROを「クロちゃん」と呼び間違えてしまう。おまけで正解になったが、HIROは5時間半も前からスタンバイしていたのに名前を間違えられショックを受けていた。
- 2006年12月18日放送のファーストステージ（横浜スタジアム）にて、有田と大木が横浜銀蝿の変装をした時に、大木の髭が外れてしまったことを安田美沙子に回答されてしまう。これは単なるアクシデントのため、答え直しとなった。
  - また、この回ではいつもは遠くの方から狙っているゆうたろうが、一塁線に変装していた。そして井上が足から滑り込み、見事にゆうたろうの股間に激突し、ゆうたろうは悶絶の表情を浮かべた。いつもと違ったゆうたろうとの絡みが見られるシーンでもあった。
  - 横浜スタジアムの回で1問目に仕掛け人として登場した横浜ベイスターズの三浦大輔は、2問目からは回答者として参戦した。ロケ地の八景島シーパラダイスにおいての出題で「ここは（八景島）シーパラダイスではない!」と回答。これは当然「ドンカン」なのだが、三浦自身がくりぃむナントカの大ファンであるがゆえの回答であったため、御礼の意味の1ポイントが与えられた。また三浦はセクシーな女性のスカートのスリットからチラッと見えた太ももの「ビンカン」と書かれた文字を発見し回答。「ビンカン」であったが、そのポイントは「スケベ（0ポイント）」となっていた。
  - サードステージ（中華街）で上田が「窓から見えるマリンタワーはニセモノ」と回答し、見事に正解したが、いきなりの100ポイントを出してしまったため、盛り上がりに欠ける展開に有田と大木はショックを受けた（もっとも、「遠くに見える建物が実はニセモノ」というパターンは韓国ロケの遊園地編ですでに登場しているので安直だったともいえる）。
- 箱根編では国生さゆりが普通に解答者として出演しているように装い、最終問題で「実は国生さゆりもいた」という視聴者・出演者両方を騙す答えがあった。テレビOA上は国生を限りなく編集でカットしており、最終問題で初登場したように映っているが、出演者同様最初から同じように解答者として答えも何件か当てている演技をしている。また、視聴者にはヒントとして、カメラ移動の際に一瞬だけ見切れることや、ところどころに国生の笑い声が入ったり、誰も答えていないはずの正解ボードが開いていることと同時にテレビ画面右上に表示されているビンカンポイントの残り個数がいつの間にか1個減っていたり、解答者達に席を設けられた際は、最端となるはずのバナナマン日村の横に謎の席がある等があった。この答えは「伝説の回答」としており、視聴者や出演者、TVフリーク達にもベストビンカンポイントに挙げられている。
- ビンカンオールスターズの出演頻度が高いメンバーとしては、ゆうたろうや岡本夏生がいる。ほぼ毎回どこかに潜んでおり（例として「遠くからゆうたろうが狙っている」「岡本夏生が忍者の格好で尾行して来ている」等がある）、レギュラー解答者（特に上田）は、答に窮した場合、この二人を探そうとすることがある。しかし、この二人の扱いは悪いらしく、ラストの大オチとして、お堂の裏で隠れていたにもかかわらず、先にネタバレされて逆ドッキリを仕掛けられたり、岡本を見つけられなかったことがナントカ大反省会行きになり、再度岡本が仕掛けるも、上田たちが気づくまで隣のビルの屋上に放置されるなどして「ガチンコすぎるわよ〜！」とお決まりの台詞で抗議する。それに関して上田が「（出演を）断った方がいい」と言うが、それでも本人たちは楽しいらしく「また呼んで」と頼み込む。
- 2008年4月にゴールデン進出してからは予算が増えたことから解答も豪華になった。例として、東映太秦映画村の回（2008年6月25日放送）では川に架かった約2メートルの橋を八つ橋だけで製作した。
- 2012年9月に単発復活として4年ぶりに開催。恒例のビンカンオールスターズに加え、スポーツジムにオリンピックのメダリストがいたり、『スーパーJチャンネル』出演の関係上アシスタントとして参加できなかった大木アナも初の仕掛け人として参加（ポイントは大木アナの年齢である31ポイント）。この回では、初のペナルティ(「ドンカン」によるマイナスポイント)なしでのボーナスステージが行われた。舞台は商店街(なお、通常と異なりビンカンポイントの個数は最初から明かされず、1つ目の正解が出てきてから同時に個数を発表するとのこと)。各々が回答し、ことごとく「ドンカン」を喰らう中、開始5分で上田が「この商店街におかしな所はない」とボケるが、まさかの「ビンカン」でボーナスポイント(100ポイント)を獲得した。もちろんビンカンポイントは上田が答えたもの1個のみ（ビンカンポイントの個数を最初から明かさなかった理由も、回答者達になるべく怪しまれないようにするため）。有田は、これを正解にすることで回答者のリアクションを楽しみにしていたが、思いのほかすぐに見破られたのでショックを受けた。また、始まってすぐに回答したため、あっさりとした展開に上田が「スタッフのみんなゴメンね」と謝罪した。そして大オチは「ところどころ惜しい答えをしていた大家志津香は、実はすべての答えを知っていた」（全て番組側と事前に打ち合わせ済みのため）という箱根編以来の大どんでん返しだった。他の回答者をだましきったということで大家がこの回の優勝となった。
- 2013年11月に単発復活として1年ぶりにテレビ朝日開局55周年を祝うために開催された。劇団ひとりと鈴木奈々が初参戦。石橋杏奈をゲスト回答者として迎え、また、竹内由恵アナが番組初のアシスタントとなった。
  - ファーストステージは徹子の部屋の収録スタジオ。仕掛け人として、セットの一部が出川哲朗、清水ミチコが黒柳徹子のものまねでゲスト(ザブングル)と対話。土田が、竹内アナに指示を与えていた。黒柳徹子が、セットの裏(正確にはドアの向こうの部屋)に待機していて、回答者を驚かせた。恒例の「ゆうたろうが狙っている」というネタも存在したが、今回は本人は出ずにセットに絵が描いてあるだけで、得点も「一応0ポイント」という、ひどいものであった。
  - セカンドステージはテレビ朝日食堂。仕掛け人としてレッド吉田一家がバーベキューをしていたり、多くの芸能人[1] が食堂で食べていた。上田が「食堂で食べている芸能人方は、名前に数字が入っている」と回答したが、惜しくも不正解だった。直後に井上が「名前の数字を足すと『55』になる」と回答し正解。100ポイントを獲得した。また、その芸能人たちのコップに穴が開いていたり、デザートが全て竹内アナの手作り(証拠写真あり)など、見た目では分からないビンカンポイントもあった。
  - サードステージはEXシアター。仕掛け人として榊原郁恵がEXシアターオープニングセレモニーの「ピーターパン」の練習をしていた。また、客席に以前、ピーターパンを演じていた相原勇がいることを上田が回答し正解、100ポイントを獲得した。また、井上が「ライトの1部が小峠」と回答。有田が、「楽屋で…」と、ささやくと、「ライトの1部が井手(井手らっきょ)さん」と答え直し、おまけではあったが、見事正解、100ポイントを獲得した。(お祝いの花の中に井手らっきょから送られたものがあり、それがヒントになった。)劇団ひとりが、「お祝いの花をくれた芸能人は全員55歳」と回答。有田、竹内アナ、スタッフが、ざわついたが不正解だった。泣きの一回として「全員5月5日生まれ」に変更したが、それも不正解。正解は全員54歳であり、劇団ひとりが「分かるわけないでしょう」と嘆いた。また、サードステージ中、上田が言葉を発するたびに、トンカチの音で、かき消そうとしていた。上田が「改めて意識して聞くとイライラする」と不機嫌になった。
  - この回の大オチは1000ポイントで「ハライチ岩井が音声として、撮影に参加していた」だった。有田いわく「『祝い』と『岩井』をかけた」。なお、岩井はオープニングからずっと参加しておりメンバーとも目が合っていたのだが、誰一人として気付かなかった。
- これまで獲得した最高ポイントは200ポイントで設楽統が獲得。100ポイント獲得者は上田、土田、小木、矢作、井上、河本、MEGUMI、国生さゆり、石原良純、金子貴俊の10人。逆に最低ポイントは-100ポイントでMEGUMIが獲得。

### ビンカンシアター
ビンカン選手権に類似したコーナー。日常によくある風景がVTRで流れるので、おかしな所を早押しで答えるという基本ルールは同一だが、全編ロケのビンカン選手権と違って、スタジオから進行される。1問につきVTRは3回まで見ることができる。1回目は引いた映像で、2回目以降はビンカンポイントがアップになったりスローになったりするので若干わかりやすくなっている。ビンカンポイントの難易度により点数が変わることと、不正解の場合はドンカン（-10ポイント）であることも変更されていない。

## ナントカ好感度 クイズ!Love5
テレビ朝日にやって来た女性芸能人を突然呼び止めて、くりぃむしちゅーとゲスト3人で構成されるメンズ5の中で、「抱かれたい男」ランキングを決めてもらい、メンズ5が順位を当てるクイズ。正解した場合には大木ちゃんのアシスタントであるキャリーからレイをかけてもらえるが、順位を間違えるとキャリーからきついお仕置き(激しいビンタ)を受ける。全員正解で賞金獲得となる。
当初は5人の順位を並べ替えて回答していたが、思いのほか正解率が低かったため、ゲストが抽選して順位を一つだけをオープンし、残った4人が順位を考える方式に変更された。
最近はコーナー名が叫ばれると初登場のゲストはハイテンションで盛り上がるのだが、コーナーを熟知したくりぃむしちゅーや一度でもコーナーに出演したゲストは伏し目がちでテンションが低い状態でオープニングを迎えている。
「ビンカン選手権スペシャル in 京都」、「ビンカン選手権スペシャル in 韓国」でも合間にこのコーナーが開催された。この時はキャリーに変わって、京都では「ロシアンビンタ」のイリーナ、韓国では焼肉屋でビンタの練習をしていたサンドラがビンタを担当した。また大反省会などもキャリーのビンタが行われている。
2007年1月15日の放送をもって、キャリーが母国で就職活動することを理由に日本を離れることが発表された。最後はくりぃむの2人とゲストで出演していたバナナマンの2人と城咲仁の5名がラストを飾るべく『ウイニングビンタ』を目を開けたまま食らうこととなった。番組でビンタした回数は104発（+ウイニングビンタの5発で109発）。数々の技と伝説を残して卒業することに出演者たちは「コーナーが終了する」と思い込んで喜んだのだが、番組で2代目アシスタント（実際にはイリーナとサンドラがいたので4人目）を番組HPにて募集することが告知された。条件は『ビンタに威力のある外国人』。結局はコーナーが存続することが明らかになったものの、オーディションをしたにもかかわらず2代目キャリーは決定することなくこのコーナーはこれ以降行われなくなってしまった。
2007年9月24日の放送で、バンクーバーへ海外ロケ（実際には海外ドラマ「4400 未知からの生還者」のエキストラ出演のために）を行った際に、偶然にも（？）現地でキャリーとキャリーのお母さんに再会したため、緊急企画としてクイズ!Love5 in バンクーバーが開催された。日本を離れてからもキャリーの破壊力を目の当たりにすることになった。

### ビンタガールオーディション
2代目キャリーを探すべく、HPで募集していたビンタガールの公開オーディションを開催した。メインMCは小池栄子。アシスタントは大木。くりぃむ、次長課長、ますだおかだ・岡田の5名が「審査員」として登場した。しかしネームプレートにも「審査員」と書かれているにもかかわらず、この5名は審査する権限がなく、ただ単に参加者のアピールタイムを見た後でビンタされる役であった。審査は視聴者がWebからの投票を行い、ビンタガールを決定する。なお、サプライズとして岡本夏生が登場したのだが、くりぃむがケツカッチンのため収録が30分以上前に終了しており、岡本の前には出演者は1人もいないどころが、ハンディカメラさえも床に置かれ放置されていた状態での登場であった。岡本は所在のないまま1分もしないうちに「ハイOKです!」と収録終了の声がかかり、残されたハンディカメラの前で「ガチンコすぎるわよ〜!」の定番台詞で最後を締めた。
なお、オーディション以降2代目キャリーはずっと発表されないままであるが、オーディションに参加した「ケイティ」が「からいやつら」のコーナーでウォーターガールとして出演し、ケイティは特技（？）である「お水早飲み（早飲みといっても速度はかなり遅めで、しかもたいていの場合は全部飲み干すことができない）」を披露した。

## そっくり1and2
有名人に似ている素人の写真を見て、誰に似ているのかを当てるクイズコーナー。前半は、出てきた写真の素人が、有名人の誰に似ているかを100人に聞いたアンケートの1位と2位をそれぞれ当てる。どちらか片方正解で10ポイント、両方正解で30ポイント獲得となる。ただし、100人中1人しか支持しなかった答えの場合はマイナス10ポイントとなる。当初は回答が1位、2位に入っていなくても、100人中2人以上支持された回答であれば1ポイント獲得できたが、得点計算が面倒臭いとの理由で2006年11月27日放送分から廃止され、大木アナの笑顔を間近で見られるというあまり意味のない特典に変更された。
後半は、お笑いコンビに似ている素人の写真を何枚か並べて、どれとどれがどのコンビのコンビのそっくりさんを両方当てる「そっくり神経衰弱」が行われていたが、2006年11月27日放送分からは「そっくりご本人No.2」に変更された。そっくりさんが直接スタジオに登場する点と、1位をヒントに2位を当てる点以外は前半戦と同じである。
普段はあまり番組コーナーを褒めない土田晃之が、「このコーナーに出られるならテレ朝はこれだけでいい!」と絶賛するほど気に入っている。

## ナントカ変換
携帯電話の予測変換機能を利用し、最近使った変換ワード上位5つを当てるクイズ。この企画は有田もMCも兼ねながら参加する。例えば「あ」だけを入力しその時に変換機能により表示される単語を推測する。ポイントは5位1ポイント、4位2ポイント、3位3ポイント、2位4ポイント、1位10ポイント。妻帯者には厳しい予想や変換が出て、つらいことになることもたびたびある。また偶然の賜物か、その時話題になっているタレントが出ることが多く、それをいじられることが多い。
上田はコーナー開始当初から予測変換機能が搭載されていない古いタイプの携帯電話をものを使っていたため、順番が回ってくるたびマイナス10ポイントのペナルティを課せられていた。しかし2008年にようやく新型の携帯電話を購入し、クイズ出題に参加するようになった。またクイズ自体には参加せず進行役に徹した回もあった（第2回）。
フリップに予想を書くのだが、次長課長・井上聡は漢字をほとんど知らないことを露呈してしまうのが恒例になっている。
「ビンカン選手権スペシャル in 京都」においてロケの移動中のロケバス内で「ナントカ変換」の収録が行われたが、結局それは「車中で収録した『ナントカ変換』はオンエアされない」というビンカン選手権のネタとされた（本来は後日オンエアされる予定であったが、河本準一が放送に耐えられないほど下ネタばかり発言したため結局お蔵入りになった）。
この「ナントカ変換」は、日本経済新聞の土曜版に付属する「NIKKEIプラス1」の「渋滞車内の楽しみ方」ランキングで6位にランクインした。

## グルメをならべてこちらカロリーメイツ
略して「グルなら」の「こち」。「お料理アップアップ」が人気が出なかったことから、お料理の3大要素「値段」、「味」、「カロリー」の中からカロリーをモチーフとした企画。ルールはゲスト5人がお題に沿った豪華料理を選び（料理を選ぶ際、カブってはいけない。順番は1回目は上田からだったが、2回目以降は基本的にお題に沿って大木を気に入らせた順）、厨房の中継を見ながらカロリーの順位を当てるもの。順位は料理が完成するまで変更可能だが、完成すると変更はできない。正解すれば豪華料理が食べられる。不正解だと食べられない。第3回目新ルールとして厨房の様子がわからないようにした。厨房の様子を知りたい場合は水中息止めや風船早割り等のゲームに挑戦し、結果次第で何秒間か確認できるようになる。
題名はぐるぐるナインティナインの「グルメチキンレース・ゴチになります!」に酷似しており、コーナーの内容は『ぷっ』すまで放送されていた企画に似ていなくもないが、出演者はその発言ぶりから若干似通っていることを認めてしまっていた。また有田はナインティナインの矢部浩之に類似したコーナー名について筋を通したらしいが、矢部本人は全く意に介さなかったことを番組コーナー内で報告した。

## アニメ、グルメ、夢の競演! クイズ!いきなりラストカット
人気のアニメ、ドラマ、時代劇、映画などのラストカットを当てる。正解すれば豪華料理が食べられるが、ズバリ正解でなくとも有田と大木（大木委員長と呼ばれる）のさじ加減で正解となることもある。上田がほぼ正解したような場合であっても、無理矢理不正解になることが多く、上田がぐれてしまうこともあった。深夜時代は料理店でロケをしておりそのお店の豪華料理が出されていたが、23時台になってからはスタジオ収録に変更された（1度だけスタジオが確保できずにテレビ朝日の屋外で行われた）。現在はチーム戦で上田と組むゲストは女優さんなど番宣絡みのゲストが多い。
問題にはヒントVTRが出されるが、全く問題とは関係ない出演者の恥かしい映像が流される（上田出演のお笑いライブ（有田出演部分はカット、もしくはモザイク処理）、土田晃之のU-turn時代のVTR（元相方の出演部分はモザイク処理）、次長課長の次長課長社長時代のVTR、MEGUMIのリリースした歌のPVなど。大久保佳代子がそのラストシーンを見ている映像が流されたことも）。
正解のご褒美として出される料理はその場で調理される。時々大木が調理リポートを行うが、原稿を下読みできないなど事情によりアナウンサーにあるまじき体たらくを発揮することが多く、出演者からは容赦ないブーイングを浴びて大木がひどく落ち込むシーンも見られる。ピンチヒッターで出演した前田はそつなくリポートをこなしていた。
正解者が料理を食べ終わったあとで、「お皿をさげまショー」（「フリップを持ってきまショー」、などバリエーションあり）というスタッフがお皿を下げそれで優勝者を決めるといったわけのわからないミニコーナーも行われる。この部分が発展し、出演者がお皿を下げるカメラマンを競馬でいう馬単方式で予想し、見事的中すればその料理料理を食べられるといった「競カメレース」と名づけられた裏グルメショーも行われ、メインのコーナー以上にこのコーナーのほうが盛り上がってしまった。
コーナー開始時はアニメ、もしくはアニメ映画のみで構成されていたが、序々にアニメ以外の映画やテレビドラマの出題も増えてきている。2007年11月12日の放送で、著作権などの事情により出題可能なアニメが少なくなっており、このままだとコーナー終了の危機であることが有田から発表された。この日出題されたアニメは1問（母を訪ねて三千里）のみで、映画でもなんでもないビリーズブートキャンプまでもが問題として2問も出題された。

## 芸能界ライバルは自分選手権
上田とゲストそれぞれに対して事前に別番組の企画として嘘企画のオファーを出し、賞金をえさに様々な種目を芸能人にやらせ、後日全員を集めて前日に行った競技の記録を超えれば全員に賞金が授与される企画。過去の自分の記録を今の自分が打ち破るために頑張ることから企画名がつけられた。失敗すると仲間から非難轟々となり、何を言ってもスベった雰囲気になるので誰もが失敗を怖れる。ボーナスステージ（ジャンピングチャンス）もあり成功すると今までの獲得賞金が2倍になるが、失敗すると0になる。ボーナスステージでは「さっきの自分」を含む過去の自分との戦いとなる。たいてい最終的にはボーナスステージで失敗し、今まで獲得した賞金がほぼ0になるのがお約束となっており、まれにゲストが賞金を出す意思がないことを聞くと、有田も開き直って認めるという件も行われることがある。ボーナスステージは失敗した人に割り当てられることが多い。成功するとよく大木が感動のあまり泣きそうになる。2006年7月17日放送回の水泳対決では、事前の企画名が「世界水泳鳥取」という通常ありえない設定（100%行われないとは言い切れないが）で行われ、偽CMまで作られた。

## ナントカ大反省会
番組内容に関して視聴率が落ちたと思われる所やグダグダの件などを反省し、出演者が悔い改める企画。始めは「（スペシャルなどの企画の）打ち上げ」で盛り上がるが、後に毎回理不尽な理由で反省させられる。初回の放送はただ土下座して謝罪するだけだったが、2回目以降はMCが反省の度合いを判断しかねるという理由で、キャリーに判断を委ねることになった。反省していないと判断された場合はビンタを受ける。反省したと判断された場合はレイをかけてもらえるはずなのだが、キャリーは最初からレイを持っておらず、100%のビンタが待っている。また、大木や前田がビンタを受ける時は、隣にいる芸人が「ミスキャリー要員」ということでビンタをくらうこととなっていたが、キャリーが卒業したためミスキャリーという概念はなくなり、代わりにマネージャーからビンタを受けた。2007年3月19日放送の際も、大木の反省の時にミスキャリー要員は置かず、大木がビンタの代わりに『鼻こより』の制裁を受けた。
これはかつて放送されていたお笑い番組『オレたちひょうきん族』の1コーナー『ひょうきん懺悔室』に類似したものである。
当初はスペシャルの後のつなぎ企画（もしくは総集編）という位置づけだったが、2007年3月19日放送のタイトルに「2006年度下半期」とある通り、半期に1度行われる方針に変更された。
2007年あたりから出演者やスタッフがミスをした時に反省会行きを促すようなコメントをされるようになった（例：ナンバー2選手権での有田のカンニング、1500円を1500万円と表示した正解の誤植<反省会には登場しなかった>、天才バカチョイスでの大木のリアクション、など）。
また、伊東美咲も「めぞん一刻」の番宣で「ナントカ。ホーテ」のコーナーで失態をし、危うく「大反省会」行きになりかけた。
2007年12月24日に行われた2007年下半期大反省会では、今までのビンタが「いじめの助長になる」と有田が判断し、岡本夏生が首謀者となってかなりぬるめの罰ゲームが執行されたが、あまりにもぬるすぎてリアクションに困るものばかりであったため、芸人としてのモチベーションを著しく落とすことになった。

## ナントカ早メイク女王
すっぴん状態（顔にモザイクがはいっている）の女性芸能人が3分間でどれだけ化粧（変身）できるかを試す企画。顔は三つのエリアに分けられており挑戦者がそのエリアは公開してもいいと思いスイッチを押すとそのエリアのモザイクが外れる。モザイクを外せば賞金が手に入る。1つあけると賞金3万円、2つあけると賞金5万円、全部あけると賞金10万円がもらえる。なお、しばしば有田のおふざけで上田も一緒に音声を変えられたり顔にモザイクをされたりする。この企画を始めた理由は第3回ナントカガールズプロジェクトで有田曰くロケが15分で終了するから。素顔全オープン者はほしのあきとまちゃまちゃ、逆に時間内に1つもオープンできなかったのは山本梓。

## クイズ!1and1
あるキーワードについて100人（第1回ゴールデンSPの時は200人、第3回からは101人）にアンケートを取り、その中で最も多かった答え（ナンバー1）と逆に1人しか答えなかった答え（オンリー1）をゲストが当てるクイズ。第2回目のゴールデンの時はオンリー2(2人だけが答えた答え)をヒントとして出した。どちらか当てれば10ポイント、両方当てれば30ポイント。最終的にポイントが多かった人が賞金獲得（ゴールデンの時は決勝進出リバースクイズに挑む）。第1回目のみ不正解を繰り返すとカメラから意図的にフレームアウトさせられてしまう。
2006年1月11日と2006年4月10日の2回、この企画でゴールデン2時間スペシャルを放送した。ゴールデンSPでは、A・Bブロック各9名に分かれて予選を行い、各ブロックの上位3名計6名で決勝、優勝者が賞金獲得（1月の特番では日付にちなんで、111万1111円。4月の特番では100万円）。4月のゴールデンSPでは、予選はまず通常のクイズ!1and1を行い、上位6名(同点の場合はくじ引きで決める)がこのリバースクイズに挑戦。早押しで解答権を獲て（不正解は、その問題での解答権を失う）、最初に正解した人が決勝進出。3問出題して、3名が決勝へ進出できる。
<リバースクイズ>
クイズの優勝者に挑戦権が与えられ、賞金を最高100万円（10倍）に増やせるボーナスクイズ。ルールはあるお題のオンリー1を順番に読み上げていくので、そのお題が何かを答える。ただし1つ、2つとヒントが出るたびに賞金の倍率が9倍、8倍と下がっていく。正解ならその段階での倍率分、賞金10万円が倍増される。ただし解答権は1回だけで、万が一間違えると獲得していた賞金10万円は没収となる。さらに解答者全員に解答権が与えられ、早い者勝ちでお題を当てた人が、その賞金10万円を獲得できる。

## 芸能界ナンバー2選手権
「芸能界で長続きするためには決してナンバー1になってはいけない!」、「芸能界トップを取ったら潰される!」というポリシーを持った芸能人が集まりナンバー2の座を競う番組名物企画。お店でメニューを注文し誰が2番目に注文した品が来るのか、など「2番目」にこだわって種目を競い、2番目の人がポイントを獲得し、最終的に合計ポイントが高かった人が優勝となる。ポイントを獲得するシーンではSMAPの「世界に一つだけの花」のワンフレーズ、「そうさ僕らは」の後に「ナンバー1にならなくてもいい」が繰り返し流される。

### エピソード
- このコーナーは、「くりぃむしちゅーのナンバー2」という理由で有田が参戦するため、番組では数少ない上田の仕切りで進行するコーナーとなっている。
- このコーナーはよゐこがレギュラーで出演しているが、8回目である2007年5月14日放送分は出演しなかった。
- コーナーのお約束として、選手入場の際はみんなが1番目に入場するのを拒んでグダグダになりながら、最終的にはレギュラーで出演しているよゐこ濱口が「売れる売れる売れるっ…!!」と押し出されて入場するようになっている。
- 出演者は常に「○○に次いで2番目!」というスタンスを紹介時にアピールすることも定番となっている。中にはギャグめいた紹介も存在する。
- 極稀に1位が複数人いて2位が不在ということもある。
- 毎回ラストには「大喜利ナンバー2選手権」で2番目に面白かった人が優勝することになるのだが、60分に放送枠を拡大されてからは大喜利終了後にどんでん返しがあり、その結果を踏まえて「真のナンバー2」が決定する仕組みとなっている。拡大後1回目の時は、「大喜利でカットされた答えも含んでフリップ（答えを書く紙のこと）を使った枚数がナンバー2」の人（1枚差で有田が優勝したため、矢作がナンバー2）が、2回目は「裏で審査していた西村知美の評価がナンバー2」の人（採点結果のみ発表し、濱口優）が優勝となった。
- また、他の問題でもドッキリ形式の問題が出題されることがある。例として、デパ地下の問題では当初店中を回って売り上げナンバー2を当てると説明されていたが、回答発表の際に実は出演者の中から試食した回数ナンバー2を決める問題だったことが発表された。
- 2007年2月19日の放送では最後の大喜利のコーナーが用意されておらず、最終ステージは「整形金額No.2選手権」となっていた（濱口が優勝）。
- 濱口は7大会中4回優勝しており、その呆れるぐらいの強さに上田や有田も芸能界のナンバー2は濱口であると認めつつある。

## 目指せ時給6000万円!ナントカ1ミニット
くりぃむしちゅーがある芸人の楽屋にいきなり突入して59秒〜1分でネタを終わらせることができたら100万円をとっぱらいで獲得できる。失敗すると音声スタッフの目野ちゃん（目野智子）や、くりぃむしちゅーマネージャーのババァ大橋（通称）から強烈なビンタを受けるというシンプルな企画。
雨上がり決死隊が出演した際、困惑・拒否しつつもデビュー当時のネタで2度挑戦し、いずれも失敗。そしてくりぃむ-がさらに3度目をせがんでいると、雨上がり-が反撃し、くりぃむ-が初挑戦することに。しかし失敗に終わっている。
火曜深夜時代からあったコーナーで、この時のコーナー名はナントカ1ミニッツ。変更した理由は同局放送の「笑いの金メダル」（こちらもくりぃむ-司会の番組）に「ワンミニッツショー」というコーナーがあり、名称が紛らわしいという事情があったため。

## 利きセンス
くりぃむナントカ初期の人気企画。芸能人数人（大概4人）に同じ質問をして、その質問に対するセンス（言葉や品物）がどの芸能人のものかを当てる。正解すれば高級料理が食べられる。
当初は有田の不可解なヒントにより正解率が悪かったが、大木の顔色やコメントで正解がばれてしまう事態が頻発してしまった。そのためほとんどが正解となってしまった。大木ちゃん日記にはこのコーナーが行われないのは自分のせいではないかと記述されている。大木が原因かどうかは別として、23時台になってからは1度も行われていない。

## 芸能界オレの方がファンだグランプリ
ある有名人のファンを自称する芸能人が集まり誰が一番のファンかを決める。その有名人のそっくりさんが現れ続け誰が最後まで見続けられるかを競い、ギブアップボタンを押した時点で失格。一度だけ休憩を取れる。大八木は一度も休憩を取ったことがない。
- 第1回（第1回長渕剛編）…王者：大八木淳史
- 第2回（長州力編）…王者：有田哲平
- 第3回（第2回長渕剛編）…王者：出場者全員

### 長渕ファン王決定戦
長渕剛の熱狂的なファンたちがカラオケ店に集い、英二らによる長時間の長渕モノマネライブにどれだけ耐えられるか競い合うことによって長渕ファンの王者を決定する企画。出場参加者は上田、ペナルティのワッキー、ラグビー元日本代表大八木淳史の3人で、いずれも長渕の熱狂的ファンである。第1回の優勝者は大八木。およそ総曲数117曲。総時間7時間。
第2回は、前半は前回同様、英二らによる長渕モノマネライブで、一度英二が抜けた後で「ガナ渕」（ガーナ出身の長渕、演じたのはサムエル・ポップ）、「アナ渕」（大木）、「アシ渕」（カメラアシスタント）、「セト渕」（瀬戸口プロデューサー）、「アゴ渕」（有田）の5人らによって体力を消耗させようと作戦を実行した。その後英二が戻り、体力を消耗させるために「勇次」を7回連続で熱唱した。再度英二が退場し、休憩の後再開されたのだが、長渕剛本人が突然入場し参加者を驚かせた。これは第1回の放送を見て心を動かされた長渕本人が、「本人が出たほうが面白いだろう」と自らオファーをかけたことから実現した。長渕はカラオケボックスで2時間半で12曲を歌い上げ（ラインナップは後述する）、参加者はおろか（特にテレビで泣くことが皆無である上田ですら泣いた）、有田や大木までもを感激させた。その結果、第2回は全員が優勝しこの企画は終了することになった。放送終了後、翌週のオリコンランキングに、長渕のベストアルバムなど数作品が再浮上した（オリコンスタイルより）。

## ナントカガールズプロジェクト
番組発信で女性バラエティタレントを作るべく、さまざまな事前告知済みドッキリ企画を行い、どのようなリアクション（演技）を見せるかで女性タレントとしての力量を測り女性タレントを発掘する企画。審査員はくりぃむしちゅーの他に女性タレント（鈴木紗理奈、MEGUMI、熊田曜子）。しかし登場の際は有田が辛辣な前ふりをするため、いつも出づらい状況で登場するのがお約束となっている。この企画の常連である岡本夏生は毎回室内を自身のポスター等で飾り立て、ビールジョッキ片手にハイレグという往年のコスチュームで登場。「ガチンコすぎるわよ!」という番組を代表する名言が生まれた。また告知済みドッキリで岡本のように過剰演出を尽くすことを岡本夏生現象と呼ぶようになった。
第3回では岡本のみ告知なしのドッキリ（偽番組のロケ）を行った。またアイドル水泳大会のパロディで行われた時は、ハリセンボンの近藤春菜が、“間違った”ポロリ要員として大活躍した。
第4回は坂下千里子、眞鍋かをり、小池栄子がそれぞれ所属事務所一押しの後輩アイドルを引き連れて、後輩3人がサイコロトークやリアクション等で競った。先輩たちの厳しい視線の中それぞれが奮闘するも、優勝したのは最後の授賞式リアクションでお母さん役を演じたエキストラの55歳の女性がMVPを獲得した。
2017年の復活版（寝起きドッキリ）では滝口ひかり/三上悠亜/加藤紗里が登場。また岡本夏生は「テレビ出演自体1年ぶり」で「勘が鈍ってる」と語った。

## ナントカ告知
出演番組やCD等の発売などの告知を賭けゲストがクイズに挑戦する企画。クイズの内容は、ゲストの関係者が普段感じているであろうゲストに対する良いところを予想するというもの。ゲストの中から一人が代表者としてゲームに参加、椅子に座った数人の関係者の前に立ち「私のことを○○だと思っていますか？」と関係者のうちの一人に質問する。質問された関係者があらかじめフリップに書いている答えと一致していれば正解となる。この時、正解であれば「思っています」、不正解なら「思っていません」と関係者が答える。正解するとPRタイム獲得だが、間違えると単なるうぬぼれ屋になってしまい、PRタイムが得られないだけでなく恥までかいてしまう羽目になる。5回まで質問のチャンスがあり正解すればPRタイム5秒獲得、ゲーム終了後に獲得した秒数に応じてPRができる。30分時代に他の企画の後編など前の週で放送しきれなかった企画とセットで放送されることが多かった。23時台になってからは特に告知に絞ってこのコーナーが行われることはなくなってしまった。

## クイズ!ヒントでヒント
答えに対してしりとりでつなげながらヒントをだし、解答者につなぐ。大体5人でやりヒントを出す人が4人で1人が解答者となる。なお、大木アナも答えを知らないので、一緒に考えて楽しんでいる。正解すると解答者を交替し全員が正解すると御褒美を食べられる。たいてい麺類やアイスなので、早く全員正解しないとまずくなってから食べることになる。

## お料理アップアップ
今までのバラエティ番組で料理を扱った企画とはまったく違う新感覚の企画。他番組のパクリになるということで値段や味などは一切イジらず、料理の重さ、熱さ、調理時間の速さなどを出演者5人が徐々に上げていく企画。「おいしそう」等の言葉はNGワードだが（有田いわく放送禁止用語）、言ってしまってもベルを鳴らされ有田から注意されるだけである。ゲームに成功すると料理が食べられる。失敗すると料理は食べられないが、罰ゲームはよいアイディアが浮かばなかったとのことで特に行われなかった。

## アシスタント王決定戦
番組アシスタントの大木アナが、時折この番組の収録よりも「題名のない音楽会21」の収録を優先する都合上、別のアシスタントに変わってしまうことから、「本当のアシスタントは誰なのか!?」ということでアシスタントの座を賭けて様々な勝負を行う企画。

### 30分時代 〜 大木ちゃん VS 小木ちゃん 〜
30分時代では、ピンチヒッターを務めてきたおぎやはぎの小木と真の番組アシスタントの座を賭けて対決した。初回は題名のない音楽会収録で休んだことが原因だが、2回目は全米オープンゴルフ中継のレポートを優先させたことが原因で開催された。いずれも大木アナの勝利に終わった。

### 60分時代 〜 大木ちゃん VS 前田ちゃん 『これなら勝てる-1 グランプリ』 〜
60分に拡大されてからは2006年秋ごろより前田有紀がピンチヒッターを務めるようになった。このアシスタント振りが好評だったため、たびたび収録を休む大木と前田で真のアシスタントを決める対決が行われた。なお、大木側のセコンドには次長課長が、前田側のセコンドには土田晃之がついている。コーナーの色は大木が赤、前田が青であり、第2回以降はセコンドとともにコーナーの色のジャージを着て参戦している。
- 第1回…大木優紀vs前田有紀 高島・中野くらい盛り上がれ!女子アナ対決!

前田との5番勝負を行い、結果は3-2で前田アナが勝利したが、内容としては勝負以前にあまりにもグダグダであるという判断から、勝負は保留となった。この回の平均視聴率は9.9%と振るわなかった。とはいえ、2007年3月19日放映分で発表された、この勝負を放映した回の毎分の視聴率グラフによると、前のコーナーの「ゴールデングラブSHOW!!」の視聴率は5%を切っていたが、このコーナーの部分は総じて視聴率が高めで、しかも瞬間最高視聴率は15%を越えており、このコーナーの人気が高いことが証明されている。
- 第2回…これなら勝てる-1 グランプリ

2回目からはお互いがこれなら勝てるという対決を持ち込んで勝負が行われた（前田は反復横跳び対決、大木はキャベツ千切り対決）。勝負の前のマイクアピールはこの回から定番となった。結果は1勝1敗の引き分けに終わった。
- 第3回（タイトル同じ）

第3回も第2回同様に行われた（前田は腹筋運動対決、大木はWiiのボクシングゲーム）。前田が2本取ったが、大木側から泣きが入りまたしてもドローとなった。
- 最終戦…大木 VS 前田 アシスタント対決最終決戦

ディファ有明にて公開収録。
前田はビーチフラッグ対決、大木は椅子取りゲーム対決をそれぞれ持ち込み、それぞれが1勝ずつを挙げた。最終の判定はどちらが収録日である木曜日にスケジュールが空いているかで行われ、前田は4月の木曜のスケジュールは全て空きになっていた。題名のない音楽会21担当の大木はピンチであったが、2007年3月をもってこの番組を降板していたことを発表、そのため大木も木曜日が全て空きとなっていた。このため対決はドローとなり、大木がアシスタントの座を防衛した。

#### エピソード
- 恒例になったマイクアピールで大木が熊のぬいぐるみと一緒に寝ていることや、前田の部屋が汚いことなど、数々のプライベートの暴露合戦が行われるのがお約束となっている。上田が「こっちの方がメインじゃないか?」と言ったほどである。その後、セコンド対決となり、河本が土田を小馬鹿にする程度の暴露をするが、土田は、放送できないほどの河本の秘密（真偽のほどは不明）をさらりと暴露し、河本が土下座することも恒例となっている。
- 特に前田陣営のぷーちゃんバッシングが顕著で、ぬいぐるみの千切りを強要したり、インナーのTシャツにプーちゃんを侮辱するプリントが施されていたりする（毎回土田にプリントされた絵は、放送できないレベルのものを着てくる）。この攻撃には大木が本気で激怒したりショックを受けることがよくある。
- それに対抗して大木も前田がうなじの毛を剃っていることを第3回で暴露すると、第4回では「ウナジ女」と書かれたTシャツを着てきた。しかし、次長課長の二人がその下に着てくるTシャツは、大木曰く、前田は歯間ブラシの時の顔がひどい時らしく、その時の顔を大木が再現した映像をプリントしたシャツを着て前田（大木?）にダメージを与える。
- 土田がこのコーナーのあまりのグダグダぶりにあきれて、勝負の終わりに「次回から参加しない」と宣言するが、結局は毎回出演している。最終戦でもリクエストがあれば対決を行うことが発表されたが、その時もセコンドに付かない発言が出た。
- 第3回の応援メッセージで松苗慎一郎アナウンス部長、市川寛子アナ（大木、前田と入社同期）が、第4回の応援メッセージでビビる大木、エキシビションでゆうたろう、ニセヨン様、堀越のり、大久保佳代子、観客席におぎやはぎ、前説に岡田圭右が登場した。しかしおぎやはぎはただ観戦しているだけで、岡田にいたっては、前説がダダすべりでお蔵入りになってしまった。
- また前田は、大木が「題名のない音楽会」のアシスタントを降板したため、この放送以降は出演しなくなり、番組BBSでも「前田ちゃんも出して」と言う投稿が相次いだほどだった。しかし、7月2日放送の「チャラチャラしようぜ!」で4ヶ月ぶりに出演。名前のテロップにも「久々に登場」と書かれていた。なお、2007年7月23日放送の「からいやつら」の公開録画では、また大木に内緒で登場、アシスタントを務め、代わりに大木はチリドッグの辛さ当てに緊急参戦することとなった。それでも前田もこの番組の一員とは認められているようで、「ビンカン選手権」での携帯ゲームに仕掛け人として出演している。

## ナントカ世論
一般人20人にゲストの悪いところ、または嫌なところについてアンケートを行い、誰が何と答えたかを暗記し、その後「この人はどんな悪口を言ってましたか?」というクイズが出題されるので、記憶を頼りにそれに答える企画。5問連続正解で賞金獲得となる。本来は別の企画を放送する予定であったが、何らかの事情により急遽放送内容を差し替えなければならず、元の企画の代替として開催された。回答者に対して、他に控えている別の回答者が言わなくてもいい悪口を2、3言い放ち、そのあとで全てを暗記している上田がおとなしい口調で回答を教えてあげるため、ほとんど全問正解となった。この上田の口調を『リアルトーン』と呼んでいた。

## ナントカ○○ツアー
日常に起こるさまざまな出来事から、ドラマ仕立てでクイズを出題。問題は全て2択となっている。再現ドラマ出演者には大久保佳代子（オアシズ）の出演が特に多い。

### ナントカダイエットツアー
「A」または「B」、どっちを選んだら痩せられるかを選択。正解すれば持ち体重が10kg痩せ、不正解だと10kg激太りする。持ち体重が100kgを超えたら罰ゲームとして関取のカツラをつけられ、まずいジュースを飲まされる。出演者は榊原郁恵、カンニング竹山、矢作兼、和希沙也。竹山は、クイズに正解した時も飲まされたり、また飲まされても誰にも飲むシーンを見てもらえなかった。類似企画として「ナントカマッスルツアー」もある。こちらの出演者は松本伊代、酒井敏也、次長課長、堀越のり。

### ナントカ長生きツアー
「鶴」または「亀」どっちを選んだら長生きできるかを選択。正解すれば持ち寿命が10年延び、不正解だと持ち寿命が10年減る。持ち寿命は平均寿命(男女で違う)-自分の寿命＝持ち寿命となる（ただし、持ち寿命は10年で区切っているためかなりアバウト）。持ち寿命が0年になったら罰ゲームがあるが、実際には天使の輪（亡くなった証?）をつけられるだけ。出演者は石田純一、川島なお美、矢作兼、大沢あかね。

### ナントカバツイチツアー
離婚カウンセラーが監修した夫婦生活におけるありがちなシチュエーションから、行動パターンを問う二択問題を出題。どちらを選んだら破局しないかを選択し、間違えるとバツが増えるクイズツアー企画。出演者の中で青田典子、国生さゆりは既に離婚歴が1回、石田純一は離婚歴が2回あったため、本当にバツ1（バツ2）の状態でスタートした（離婚歴の無い他の出演者はバツ0からスタートした）。さらに監修した離婚カウンセラーも実はバツ1であることが明かされ、出演者全員からツッコまれる始末だった。この企画は2006年7月の1度のみ放送されたが、10年後に有田の結婚をきっかけに「帰ってきたバツイチツアー」と題してくりぃむナンチャラにて復活。当時と同じカウンセラーが再び監修を務めたが、離婚歴が1回増え、バツ2で登場し「あなたが一番学ぶべきだ」とやはりツッコまれていた。

### ナントカ一発屋ツアー
「A」または「B」、どっちを選べば一発屋にならないかを選択。一番不正解の多いタレントが一発屋の烙印を押される。出題は「一発屋のプロ」であるつぶやきシロー、有吉弘行、ダンディ坂野、波田陽区が監修している。出演者は上田、小島よしお、藤崎マーケット、サンドウィッチマン、スザンヌ。なお、多忙のために小島はファーストステージまでの出演（次の仕事のため）。スザンヌは前の仕事が押してしまい途中からの参加（途中ではあるがファーストステージには間に合った）となった。

## 偏差値カードバトル 「すいません早慶で…」
芸能人の最終学歴の偏差値を元の人よりHIGHかLOWを当てるクイズ。このコーナーは早稲田大学中退の上田と慶應義塾大学卒の大木が司会をし、立教大学中退の有田とゲスト2人が解答者側に回る。また、慶應卒ということでふかわりょうが司会者側に参加している。

## クイズ!同級生に乾杯!
ゲスト同級生を当てるクイズ。1人の同級生と3人のエキストラ（1人だけ明らかに違うジョーカーがいる）の中から選ぶ。正解できないと罰ゲームとして土田晃之から殺人シッペを喰らう（ただしゲストには手加減し、上田には本気でやる）。MCは有田、土田、おぎやはぎか次長課長。解答者は上田とゲスト1人。

## ジャパネットありた
有名芸能人の要らなくなった品物（3点程度）のオークションを開催し、誰が出品した物かを当てるコーナー。3回とも不正解の場合、出品者の言い値で全て買い取らなくてはならない。進行は有田。また、このコーナーで有田は意味もなく「負担」という言葉を連発する（パロディ元である「ジャパネットたかた」の当時社長だった髙田明の口癖からだと思われる）。

## クイズ!お父さんtoいっしょ
いきなりゲストの楽屋に襲撃し、父親の答えを当てるクイズ。お題は「お父さんが抱きたい有名人ベスト3」だった。本人が電話し、答え合わせするため、ハイリスクな企画である。本来なら、罰ゲームはないが、第2回のブラックマヨネーズは、クイズに不正解をし、本人の希望により、目野ちゃんのビンタを受けることになった。

## ゴールデングラブSHOW!!
アニメ『ドカベン』をモチーフとした企画。麒麟の田村裕が『山田太郎』ならぬ『タムベン』、有田が『土井垣』ならぬ『有垣』という役名で登場する。また高校名も『明訓高校』ならぬ『明くり高校』となっている。
ルールは上田以下ゲスト2名の合計3名が、天井から落ちてくる1万円札100枚をキャッチするというもの。5回戦を行い、その都度獲得した1万円札（例えば、一回戦に100枚中25枚獲得した場合、二回戦では25枚落ちてくる）が様々なトラップ（紙吹雪、上田の写真、ボール、偽札、パラシュート人形）を交えて落下してくるので、徐々にキャッチする難易度が上がってくる。5回戦終了して、1枚でも1万円札をキャッチできたら『ゴールデングラブ賞』となり、参加者で100万円を山分けするだけでなく、全国の野球少年にも100万円分の野球用品が寄付される。上田以下、芸能人が目の色を変えてお札を追い掛け回す姿をスーパースローで振り返るたびに、有田からは「そんなに金が欲しいのか!?」などと罵られるが、必死になってお金をキャッチした時は、『ナイスキャッチ!!』ならぬ『ナイスキャッシュ!!』と褒め称えることも忘れない。
2006年下半期大反省会において、このコーナー放送時の毎分視聴率がかなり悪かったため、田村がビンタを食らうことになった。また、2回分の放送予定もあったが、数字の悪さからお蔵入りとなっている。

## 名なしの店頭 ナントカ。ホーテ
くりぃむナントカで唯一オープニングにコントがある企画。大木を店長に、有田を店員として進行される。お客である回答者たちは名札が付いていない商品を、お客様が「○○下さい！」と商品名を指定して買い物する。正しい商品名を言えれば「お買い上げ…ありがとうございます」で正解となるが、間違えると「ボンクラッ!!」「お買い上げ…できません!!」と罵られ、『無知』の印として顔に×印のシールを貼られてしまう。シールは大木が貼り付けるか、もしくは完全セルフサービスで不正解者自らが貼る。
上田が受けを狙った所、迷いがあってスベッてしまったため、受けを狙いにいってスベったことを『上田現象』（西川史子だけは『上田病』と呼んでいる）と呼ぶようになった。ただこの名称は定着せず、この回限りとなった。
「名なしの商品」として用意されたのは食品雑貨など含めて16品で、「この名前なんだっけ?」と考えさせられるチョイスとなっている。
ディスカウントストアのドン・キホーテをモチーフとしており、マスコットもドンペンの真ん中の『ド』の字が『ナ』に変わっている。またBGMも「ナンナンナン、ナントカ〜、ナントカ〜ホーテ〜」とちゃんと歌い直されている。これらは、番組内でも説明されているが、ドン・キホーテに正式に許可を取り、協力してもらっている。
回答者が「○○ください!」と言ったあと、有田と大木店長の間でいつも似たような芝居でタメを作り、そのあとで正解不正解を発表するが、時々有田が悪ふざけでタメが長くなるようなことがあるらしい。しかしその大半は放送でカットされていることが上田の口から明らかになった。あえて視聴者に見せるためか、2007年2月26日放送分ではその部分がオンエアされた。
また、有田以外にも（主におぎやはぎの矢作）が自分の番ではない時に（いかにも回答者が間違っているかのように）笑いをこらえながら「ダメだ…耐えられない！」と言って回答者を揺さぶることがある。

## ならべる予備校 代々木ナラベール
問題に出されたテーマを正しい順番に並べ替えるクイズ企画。有田が『金ピカ先生（きんぴかせんせい）』ならぬ『きんぴか さきお』という予備校教師として、アシスタントの前田が『銀ピカ先生（…と書いてぎんぴか さきおと読む）』と共にコーナーを進行する（唯一前田が先にアシスタントをやった企画でもある）。上田とその他ゲストの計5名が浪人生という設定で5人が相談して回答する。
回答者は1浪生が1番目を担当し、以下2浪3浪…がそれぞれの順番を担当する。正解すれば紙吹雪が舞い降りるが、不正解の場合は上からタライが頭上に落下する。罰ゲームはあまりにもアナログな仕組みで、スタッフが手動で行い、落とされたタライはタレント自ら頭上のスタッフに手渡ししなければならない。
コーナーを進行する際に、金ピカ先生（有田）はいつも銀ピカ先生（前田）を差し棒でコンコン小突くので、かなり露骨に嫌そうな表情を見せながらもクイズを進行させた。
見事順番どおりに並べ替えられた場合は、図書券3万円分が進呈されるが、5人で3万円分のため1人頭6000円となる。ただし金ピカ先生いわく、「分配については自由ですから…」ということで、第2回放送時に正解した際はどのように分配されたのか謎のままになっている。
第2回で挑戦した酒井敏也は首に爆弾を抱えているため、罰ゲームで落下するものが『タライ』か『粉』かを選択できるようになった。『粉』を選択した場合、間違えて粉をかぶったらレミオロメンの粉雪がBGMとして流れるようになった。酒井と国生が粉を選択した（MEGUMIも当初は粉を選んだが、この番組の収録の後にアメトーーク!の収録があるので仕方なくタライを選択した）。

## ノリノリ堀越の準レギュラーの座は渡さない!!
自称準レギュラーの堀越のりがカウボーイの衣装に身を包みいろんなアイドルと準レギュラーを目指し戦う企画。しかし堀越は準レギュラーと勝手に思い込んでいるだけで、他の出演者からは全く認識されていない。また堀越に勝ったとしても勝ったゲストが準レギュラーになれるわけでもない。
いつも楽屋口で有田がターゲットの楽屋を訪れ、堀越のもとへ連れて行く件からスタートする。上田には何も伝えないどころか有田と堀越しか進行内容は知らされておらず、ゲストは別コーナーの収録後、もしくは架空の収録（または打ち合わせや告知）であると伝えられてはいるが、何の前触れもなく突然楽屋を襲撃され、ありもしない話をでっち上げて収録に参加させ、堀越がロデオマシンにのって待機している部屋に移される。堀越はポッキー等で有田を手なずけながらコーナーを進行させている。ゲストにとっては何とも理不尽なコーナーである。最後、堀越のりが撤収する時はMR. BIGの「TO BE WITH YOU」が流れる。最後にはなぜか必ず上田がゲストに謝って終わる（第8回は除く）。
一部の視聴者からはそのぐだぐださに関しての批判もあり、その苦情メールの一部は第6回で紹介された。単にぐだぐだに見えるが、堀越専用の台本が存在するようで、有田が進行上、都合の良い反応をしなかった際に、その台本の該当部分のセリフを読ませ無理やり進行した場面があった。
当初は普通の女性ゲストとの対決だったが、次第に番宣がらみでの参加（イアン・ソープも出演したことがある）が増えた。しかし、第8回の小阪由佳に挑んだ際は小阪のマイペースぶりについていけず初の敗北を喫した。それ以降は堀越と小阪の2人でコーナーを持った。

## 大木ちゃん人気アップ大作戦ドッキリ!
大木アナの人気がまったく出ない→かわいそうなら応援したくなる→人気が出る、という考えからやった企画。とりあえず上田が原因ということで大木アナ降板を告げ、結局嘘だったというドッキリ。作戦は成功し人気は出たかに思われたが、その後も、写真週刊誌で大木を除く同期の女子アナ2人（前田と市川寛子）の特集が組まれる等、世間での人気は変わらなかったように思われた。しかし、番組内では大木の人気を不動のものにした名企画であり、2006年9月18日の放送ではほぼ全編が再放送された。また、ネット上ではファンが多数存在しており、このドッキリと後に行うアシスタント対決で大木の人気は確実に上がったものと思われる。

## 祝！くりぃむナントカ 春のお腹いっぱい祭り（85分スペシャル）
2005年3月29日に放送された85分スペシャル。くりぃむしちゅーが廊下でアンタッチャブルと遭遇し、有田と山崎弘也が口論となった。上田と柴田英嗣が止めに入った時有田が「そんなに喧嘩売ってるなら上田にやらせるよ!」と発言。山崎も「有田さんがそこまで言うならこっちも柴田にやらせます!」と全く関係ない2人が喧嘩をすることになった。上田と柴田は何も聞いておらず激怒していたが、結局戦う事になった。「アツアツおでん」対決などを行い、上田が敗れた。罰ゲームとして上田の恥ずかしい映像が流された。この他、いきなりラストカットスペシャルも放送された。

## ためしてバッテンスペシャル
2006年12月29日に放送されたクイズ企画3本立てのスペシャル放送。どのクイズ企画も新企画で、有田の「評判が良かったら夜11時台でやります」という発言からどうやらスタッフの中では裏事情があるようで、スペシャルの割にはパイロット版の要素がある。
なお、有田は2010年に、コーナータイトルの元となった「ためしてガッテン」の、ガッテンお盆臨時営業中の司会を務めている。

### ナントカアンケートQUIZ
15人のパネラーが「YES」と「NO」で答えられるアンケートに事前に回答し、5組の解答者は出題された質問で多数派の回答をしたパネラーを全員当てる。1人ずつ選んでいき、全部正解すれば解答者全員に100万円が進呈される。
例題として、「自動車が好きだ」という質問に対して15人のパネラーの回答が、「YES」10人、「NO」5人だった場合、「YES」と答えた10人が誰なのかを1人ずつ当てていく。10人全員正解すれば見事100万円がもらえる。
2007年2月12日に2回目が放送されたが、この回では間違えると、解答者全員に『エアー電気ショック』という、食らってもないのに電気ショックを食らったリアクションを取らなくてはならないという罰ゲームが与えられるように変更された。また『骨折したことがある? ない?』の質問に関しては、「ある」が7人、「ない」が8人と拮抗していたので、この問題のみ試験的に少数派を当てるクイズに変更された。
2007年4月2日に3回目放送。この回から15人に事前に「許せない」と思った内容についてアンケートを行い、その回答をさらにアンケートによって他の14名が回答するシステムに変更された。そして出題の際は「許せる」「許せない」のうち回答が多かった方の答えを出した人の名前を全員正解すれば賞金がもらえる。今回の罰ゲームは『エアー催眠術』で、催眠術のかけられない催眠術師ロバート・ボールドウィンが貼ったシールに書いてあるものに変身しなければならない。今回は連帯責任ではなくアウトになった回答者が1人（1組）で受けた。上田がラッパー、磯野貴理がアグネス・チャンっぽいゴリラ、矢作が甘える子猫とラッパーっぽい甘える子猫、バナナマンが妊婦に変身させられた。あまりの屈辱に磯野が本気で泣き出してしまうほど、芸人にとっては恐ろしい罰ゲームとなった。これまでパーフェクトは1問も出ていない。

### ナントカ国際空港
日本が世界各国から輸入している特産物を、それぞれどこの国のものかを答えるクイズ。舞台は国際空港の入国ゲートとなっており、各国の民族衣装を着た回答者が外国人という設定。回答者はそれぞれ自分に対応している国の特産物を当てる。正解すれば入国が認められるが、不正解の場合は着ぐるみの犬『警察犬ポチ』がチョップ、ヘッドロック、逆エビ固めなど乱暴な技を駆使して懲らしめる。

### ナントカバイキング
一般人にバイキング形式の料理を選んでもらい、誰がどの料理を採るのかを当てるクイズ。一般人は自由に食べられるだけチョイスするので、年齢、性別、その時のコンディションを考慮して推測する必要がある。

## N（ナントカ）-1 グランプリ 2007
文字通りM-1グランプリを似せたパロディ企画。M-1グランプリでは好成績を残せなかった（または未出場だった）お笑い芸人が、「漫才以外なら1等賞を獲れる…」という思いを持って5組が集合し、「これだったら誰にも負けない」という自慢の芸を持ち寄り、お笑いNo.1を競う企画。6人の審査員による投票で優勝が決定し、優勝者には賞金1000円(読みは基本的に「いっせんえん」)が授与される。投票が引き分けの場合はN-1グランプリ規定により、くりぃむしちゅーのタイトル防衛となる。途中から副賞として審査員1組と入れ替え（入れ替えられた審査員は挑戦者側へと移動、タイトル防衛の場合はくりぃむしちゅーが入れ替え者を決定）が追加された。

### N-1グランプリ 備考
- 審査員のコメントの中にM-1グランプリで実際に審査員がコメントした表現がそのまま使われたりして、あまりまじめな審査は行われていない模様。
- 吉田は「同期の次長課長がスベっている所を見られた」と喜んだり、ジェラシーによる投票が行われたり、あまり公正な審査は行われていない。吉田の相方・小杉も次長課長とタカアンドトシには厳しいコメントを発していたが、なぜか2人ともバナナマンには好意的な評価をつけた。またM-1に情熱がありすぎて、「この出囃子を使うの辞めてくれませんかね。これで漫才したい芸人はたくさんおるんで…。」ともコメントした。後半では徳井が隙を見つけて前半で受けていたM-1審査員のコメントのパロディを切り出した途端、これは受けると確信した吉田もすかさずパロディに乗っかってきた。徳井が受けると吉田の表情が変わったり、貧乏ゆすりをしたり、審査とは別の所でもお笑いとしてのプライドを見せていた。徳井が「審査員っぽい-1 グランプリ」を受賞すると、吉田は徳井に対して、「いろいろ女泣かしてきて良かったな!!」という最低な発言をした。それには徳井はもちろん、他の参加者やくりぃむしちゅーにまで「M-1覇者剥奪だろ」や「大阪帰れ!」など大ブーイングを受けた。
- 岡田は「ひとつ苦言を呈するとすれば…」というお決まりの台詞から、必ずネタを織り込みながら出演者に動きを求めるようにコメントをした。何回も続いたので出演者もいい加減うんざりしていたが、有田は定期的に岡田にコメントを求めるように仕向けていた。
- 第3回大会でスピードワゴンが終始スベり、おぎやはぎの矢作に「こんだけ腕のある人が集まってるのに誰も助けることができない」と評されるほどだった。第4回で有田は「これだけ芸人がいると、ついつい内輪に走ってしまう。これをスピードワゴン現象といいます」と述べた。
- 各グランプリ優勝者に賞金を送るプレゼンターとして瀬戸口プロデューサーが登場した。2009年12月17日放送回の特番では登場せず、大木アナが手渡した。くりぃむしちゅーの2人は「あの人は異動になった」と説明した。
- 復活特番でこの企画が行われ、最後の締めの挨拶をした所で土田が登場、「早く帰った人-1GP」のドッキリが仕掛けられた。土田曰く「こんなに久しぶりに会ったのにもかかわらず、番組の収録が終わった途端にスタスタとスタジオを後にした人を決める」。その結果、有田がダントツの優勝を果たした。

## 天才!バカチョイス
天才バカボンのパッケージで行われた新企画。5人のプレイヤーに問題が書かれたカードを配り、それぞれ自分のおでこにカードを貼り付ける。他人の問題は見られるが、自分自身の問題は見ることができない。1人のプレイヤーが残りの4人の中で誰が不正解をするか（つまりバカボンなのは誰か）を指名し、指名されたプレイヤーはそこで自分の問題を見て回答する。その回答が不正解だったら指名されたプレイヤーが、正解してしまったら残り4人のプレイヤーがきついお仕置きを受ける。アニメーションにバカボンのパパになった有田の実写が合成された映像が問題の導入部に流されている。また大木がハジメちゃんに扮しているのだが、進行の二人がキャラになりきるのかなりきらないのか、はっきりしない進行に上田からツッコミが何度も入った。
問題は4回のバカチョイスのうち7人全員が1回回答者席から外れ、7人全員に3問ずつ出されるようにされている。
通常出題は有田が問題カードを無作為に選ぶという名目だったはずなのが、そう宣言した後でいきなりその概念は覆され、有田が吟味して出題カードを渡していた。特に薀蓄などが豊富で知識がある上田に対しては、通常問題ではなく全てが下ネタでくくられた問題ばかり出されており、いつも恥ずかしい回答をさせられる羽目に。
進行でもハジメちゃんに扮した大木がわかりやすいリアクションをしたことがきっかけで、西川が正解してしまった。これに対して次長課長・井上が有田にあからさまな不満を訴えた。有田も大木を睨みつけ、大木は気まずそうな表情で落ち込んでしまった。このことは反省会でも取り上げられ、大木は鼻こよりをかまされてしまった。
この企画は罰ゲーム執行係の小木が『レレレの小木さん』という名前で登場しているが、有田が一番はじめにこのフレーズを思いついたことからこのコーナーが作られたそうで、『レレレの小木さん』ありきでこのコーナーが生まれたことを告白している。番組史上初の小木がメインキャラとしての出演となった。罰ゲームはホウキ型のハリセンを頭に振り下ろすようにして殴るというものだが、材質がダンボールで手加減せずハリセンが壊れるくらいの力で殴り、当たり具合が悪かった時はもう1発殴りかかるなど、かなり凶悪なものになっている。そんな凶悪な罰ゲームは女性に対しても一切容赦なく、他の芸人同様一切加減せずに殴ったため、山口美沙が号泣。他の出演者たちも慌ててかばい立てしたり周りがドン引きするほどその場の雰囲気をかなり悪くさせてしまった。その空気に山口はおろか、他の出演者からも非難が集中した。

## ファン感謝企画
著書やDVDなどを発売した芸人に対して行われるドッキリに近い企画。ウソの企画でテレビ朝日に呼んだ芸人を都内の書店に連れて行き、著書を買ってくれた人にスタッフが出演交渉をして番組に出てもらい、感謝するというもの（ただし、誰も買ってくれない場合は、チラ見したり手に取ったりするだけでも呼ぶ）。
その芸人は買ってくれた人に、現金や私物、時にはスタッフが勝手に自宅から泥棒してきた物などをプレゼントする（強制）。また、体毛を抜かれたり、私物に落書きされたり、巨大風船を爆発させられたりするなど、罰ゲームまがいなことをされたりもする。
この企画に参加させられた竹山は、矢作に、「昨日くりぃむナントカだったんだけど、あそこひでぇよ。身ぐるみはがされた！」と言ったという。
庄司が参加させられた回では、家族サービスで子供と共に来店したさまぁ〜ずの三村マサカズが本を手に取ってしまい、一般人と同様に、庄司からプレゼントをもらった。これによって、三村が番組初出演を果たすことに（ただし、プライバシーの都合上、子供の顔はボカシで加工された）。
これまでの出演者（）内は著書
- 河本準一（一人二役）
- カンニング竹山（DVD）
- 品川祐（品川ブログ）
- 庄司智春（交換日記/花の言葉）

以下4人は2007年8月13日の特別版で行った。
- 矢作兼
- 日村勇紀
- 堀越のり
- ニセヨン様

## からいやつら
タイトルはコーナー開始当時にテレビ朝日系列で放送されていた『わるいやつら』のパロディ。このコーナーのメインMCの大木が出演者に対してメタボリック症候群を心配し、出演者に辛いものを食べて新陳代謝を促し健康管理をしてもらおうという意図で生まれたクイズ企画。
初期のルールは出演者6名のうちくじ引きで大木とともに進行するMCを抽選する。MCに選ばれた人は辛いものを免除される。残った5名が5種類の辛さの食べ物（カレーライス、麻婆豆腐など。辛さは通常1倍・10倍・50倍・100倍・200倍）を試食し、各々何倍の辛さかを当てる。正解すれば冷たいお水を飲む権利を獲得できるが、不正解だと水を飲むことができず、かわりにウォーターガールの、ケイティ（ビンタガールオーディション参加者）が飲む。ゴールデン進出後はMCが有田と大木に固定された。
エピソード
- 出演者のほとんどがそれほど辛くない（10倍や50倍）のに大袈裟なリアクションをとり、100倍や200倍などと解答することがある。そのため正解する確率も低く、全員が不正解になる回もある。
- 第3回は東京ドームシティでの公開収録で、大木がドッキリにはめられコーナーに参加させられ、前田がMCを担当した。OA版ではバナナマンの時に夏の日の1993が流れたが、DVD版では著作権の問題か使用されなかった。
- 第6回は、ケイティが仕事の都合で出演できず、代わりに2代目ケイティとして川村ティナ（イニシャルがKT）が出演した。

## チャラチャラしようぜ!
- 「芸人は笑いを取るのを忘れて一度ぐらいはチャラチャラしたいはず」という思いから始まった企画。上田以外はMCの有田、アシスタントMCの大木（または前田）を含む全員がチャラい格好をする。また、上田がツッコミを入れると「チャラチャラしようぜ!なのに、ツッコミを入れるな!」と厳しく注意される。
- チャラい男の鑑としてマイコー先生（マイケル富岡）が審査員兼先生として登場する。いろんなシチュエーションの中でチャラい行動を取り、マイコー先生が評価をする。最高ポイントは次長課長・SILVAペアの1000ポイント。最低点は上田・小杉竜一・くまきりあさ美の30点である。

## 芸能界へそくり選手権
モデルルームを舞台に、番組スタッフがレギュラーやゲストに内緒で集めた秘密が入っている封筒を箱の中に入れ、その箱を見つからないようモデルルーム（指定された部屋以外に隠してはいけない）の部屋の中に隠す。制限時間5分以内に見つかった場合は第一発見者に賞金10万円が支払われ、秘密は即公開となる。隠す人（へそくリスト）はパーマのカツラをかぶって（一部の放送回で例外あり。ゴールデン移動後は大木アナもカツラと割烹着を、へそくリストには前掛けが追加）3分以内にへそくりを隠す。なお、箱のサイズが大きいため隠す場所が限定され、見つからないように隠すのは困難を極め、さらに挑戦順が後になるにつれて隠す場所が限定されていく。2017年の復活版では賞金はなし、へそくリストの制限時間も5分以内となるなど、ルールが変更されている。
エピソード
- 大木アナは基本的に進行のみだが、第1・2回では企画に参加（第1回では本番になっていきなり参加が発表され、第2回では最初から参加告知済み）し、その2回ともへそくりに失敗している。
- また、有田は性的なものが、上田は実家がらみの秘密が多く暴露される傾向にある。
- この企画では各種記録が生まれており、へそくり発見の最短記録はにしおかすみこの11秒、逆に上田とアキラ100%は残り5秒で発見されている。
- 第3回の放送は、プロ野球で中日がシーズン1位だった場合は「秋の3時間スペシャル(仮)」として2007年10月19日に放送される予定であったが、巨人が優勝してクライマックスシリーズの編成になったため、レギュラー枠で10月15日と10月22日と2週にわたって放送された。

## クイズ○○を探せ!
絵本「ウォーリーをさがせ!」の主人公、ウォーリーに扮した「○○」に入る人物がメインのクイズコーナー。女子高生（「カラオケでよく歌う歌手は?」「お気に入りのブランドは？」「好きな食べ物は?」）、30代フリーター（「言われて嫌な言葉は?」「無人島に持っていくものは?」）、東大生（「好きな四字熟語は?」「なぜ東大に入ろうと思った?」）など、それぞれに質問をして、その回答の中に含まれている○○の人物の回答を当てるというもの。

## 芸歴何年? ナントカ年功序列
ゲストという名目で登場した、様々なジャンルの大ヒット商品（人物の場合もあり）が、解答者の誰より先輩で誰より後輩かを当てるクイズ企画。有田がベタな業界人「アリーさん（有田プロデューサー）」、大木は5年目のAP役として2人がコーナーを仕切る。解答者よりゲストのほうが先輩と予想した場合は出演者が「おはようございます」と丁寧に、後輩だと思えば「おいっす」、「ちぃ〜っす」などと軽く挨拶し、第1印象での解答を行い、その後で最終的に合議制で解答を決定する。全員正解であればアリーさんから「OKで〜す」の声がかかり正解となるが、1人でも間違えると丸めた台本を模したメガホンで頭を叩かれる。叩かれるタイミングなどが全く分からず、解答者はかなりびびってしまっていたが、収録当時妊娠中であった浅香唯には体調を配慮してやさしく叩いてあげていた。他にも有田より先輩のタレント（第2回の吉田栄作）や番宣に来ている女優（第4回の米倉涼子）には優しくする配慮が採られるようだ。
使用音楽は、ニック・カーショウ『The Riddle』である。

## ナントカレストラン
世界中の様々な料理の名前を当てるクイズ形式のコーナー。テーブルに出された2つの料理から食べたいものを選択し、その料理名を正確に答える。正解するとその料理を食べることができる。間違えても特に罰ゲームはなく恥をかくだけで、「ナントカホーテ」とほぼ同じである。
なお、このコーナーは2007年10月19日に「秋の3時間スペシャル」としてゴールデンで放送する予定であったが、プロ野球クライマックスシリーズ放送のため2007年10月22日に放送された。
2008年7月23日の放送では、5組のゲストがくじ引きで順番に5品の中から1品を選ぶルールとなった。回答は正解かどうかのみ発表され間違えた場合でも全員の回答が終わるまで正解は発表されない。しかし、一度外した料理は後の回答者が正解を知っていたとしても選ぶことはできない。
また、寿司の問題のみ3人ずつ・2チームに分かれて、3人の前にそれぞれ別の寿司ネタが置かれ3人とも自分のネタを正解すると食べられるルールであった。

## INDOORS（インドアーズ）
TBSの特別番組、DOORSのパロディ。一軒家（ハウススタジオと呼ばれる一軒家の形式のスタジオ）でインドアタレントたちが4つのアトラクションに挑戦し、「真のインドアキング」を決める企画。各アトラクションをクリアすることで獲得したポイントが多い上位2名が決勝ステージに進出し、最後は1対1で勝敗を決める。有田いわく、「本家の100分の1のスケール」との触れ込みだが、本家のDOORSは東京ドーム○○個分というスケールで行われているため、明らかに実際のスケールはもっと小さい。インドアということで、出演者はMCを含めて全員がパジャマ姿でこたつに入って挑戦者の様子をモニタリングしている。有田は「オープン ザ ドア!」、「君に幸あれ!」という本家と同じフレーズを使用するが、実際にDOORSを見たことは全くないそうで、使い方もかなり曖昧であり、上田がその点をたびたび突っ込むことがある。失敗した場合は、本家では「ビビデバビデブー」だが、こちらでは「アウトドア」といわれる。

## 芸能界ながら選手権
移り変わりの激しい芸能界では1つのことだけやっていては生き残れない!! そういう趣旨の元に集まった参加者たちが、芸能界を生き抜くために2つのことを同時に行うというゲーム企画。MCの有田と大木が何かをやりながらゲームを進行したり、有田が参加者がゲームに入る前に「○○しながらステージの方へ…」という無茶振りに参加者も素直に対応するなど、かなり大雑把な進行で行われる。
＜ルール＞
基本テーマは「A　しながら　B　する」という形で出され、Aの事象をしながらBの事象も行う。Aだけ先にまとめて行ってからBをまとめて行うといったことはルール違反になりポイント（ながらポイントという名称が付いている）も加算されない。例えば「しりとりしながら計算する」というお題であれば、しりとりを行いながら計算も同時に行わなければならない。しりとりだけ行っても計算だけ行ってもいけない。しりとりで10問正解でも計算が0問であれば、ながらポイントは0点となる。
＜備考＞
この第2回より各コーナーについて、どのような効能をもたらすか、専門家の説明が加わることになった。また、この回の第2ステージでは石田純一が「根元までしっかり打ち込まれている釘が一本もない」という理由から記録ゼロになってしまった。

## クイズ上田がバカならバカ騒ぎ!!
日ごろ上田に馬鹿にされている芸人たちが「これなら上田でもわからない」という二者択一形式のクイズ問題を作成し、上田に出題する。見事上田が不正解ならば上田以外の出演者達（コーナー進行の有田と大木も含む）で馬鹿騒ぎしようという企画。
芸人が出題する際は若干ではあるが『クイズ$ミリオネア』のような雰囲気で行われる。出題時のテレビ画面もやや類似したようなフォーマットになっている。上田が回答すると、出題者がカメラに向かって（あくまでも）正解かどうかをコールする。正解であれば小声で「…正解」と発言し、出題者のたまりに静かに戻っていく。不正解の場合はハイテンションで「祭りじゃぁ〜!」と大声で叫ぶとともに、設置されているカーテンが開かれ、阿波踊り、チアガール、サンバ、神輿なども交えての馬鹿騒ぎが始まる。
上田の博識ぶりに全員が「憎い!」という設定で行われるため、この祭りが「今まで（の祭り）で一番楽しい!」（設楽の発言）と思えるくらいのはしゃぎっぷりを見せるが、上田にとってはただただうっとうしい様子で、水を浴びせられた際には「ここまですることはないんじゃないか?」と嘆くほどである。また、出題前に恨む要因となった上田によるひどい行為を告白するが、ほとんどは意味不明な行為や被害妄想である。

## エンディング・ジャンピング・バンド
出演者達がロックバンドのメンバーに扮して、曲の最後にジャンプすることだけに命を賭け、さまざまなジャンルの曲のエンディングに合わせて全員がジャンプするという企画。メンバー全員が揃っていなければならず、タイミングがずれたり、ジャンプがばらばらだったりするとファン役の女性やスタッフから炭酸ガス・高気圧の酸素を噴射される罰ゲームを受ける。全員がぴったりのタイミングで揃うと成功となり、紙吹雪が噴射される。ジャンプが全員揃った時の快感がよほど心地よかったのか、上田は「くりぃむナントカこれだけでいい」と言うほどにこのコーナーを気に入っている。

## 有田山動物園
偽の企画で呼び出された有名人が落下ドッキリを受けて、落下した後の反応を動物の着ぐるみを来た出演者たちが観察する。
高台のセットから落下し観察場まで滑り落ちた有名人に対して、ロープやイボ付靴下などの脱出道具（途中でロープを離すなど基本的に道具を使っての脱出はできない）を用意したり、偽のボウリングの球や大量のスーパーボールなどを転がして反応を見る。動物に扮した出演者たちはマジックミラー越しのため、有名人からはわからないようになっており、一通り道具による反応を見終えると、最後にマジックミラーを外して企画に気付いた時の反応を見て終了となる（その前にドッキリであると気付かれた際は、ネタばらしの部分を放送しない時がある）。
回によってはほうれん草（「ポパイ」のパワーアップにあやかった）が用意されたり、木下博勝の回では途中から妻であるジャガー横田が落下してきたこともある。

## めざせ視聴率20%! テレビ有田
芸能人が4人ずつの2チームで交互に挑戦するゲーム企画。動物番組を制作することになったスタッフチームに扮し、一人ずつ表示される画像と音声による説明があっているかをOKとNGの2択で瞬時に答える。20問連続で正解すると金一封がもらえるが、一度でも失敗すると、間違った情報を伝えたとして打ち切り（ゲームオーバー）となる。問題は基本的に動物の画像と「コレ、○○(名前)」という音声が流れる仕組みで、引っかけとして知名度の低い種類や数匹の動物の画像と共に「全部○○」や「○○と××がいる」というパターンの問題が出ることがあるが、たまに人間（主に上田かバナナマン日村）や図形が表示されることがあり、上田の順番ではラストを除いて上田の画像に「コレ、ゴリラ」かゴリラの画像に「コレ、上田」と出題されるのがお約束である。
ちなみに、ゲーム開始前に司会の有田から指名されたチーム内の一人が即興で番組タイトルを発表する。

## 50音-1グランプリ
タイトルはM-1グランプリのパロディで、『あ-1グランプリ（相田みつをっぽい一言-1グランプリ）』『い-1』と仮名50音すべてに『○-1』を制定し優勝する芸人たちを決めていくというゲーム企画。『○-1』開始時はM-1で使用された出囃子（Because We Can）が流れる。レギュラー放送終了後の特番版からスタートした企画で、2012年1月4日に開催された第4回終了時点で『の-1』グランプリまで実施されている。一回の放送時にやれるだけの『○-1』を実施するためトロフィーは使いまわし、面白みのない『○-1』の場合カットされることもある（第一回時に『うなぎパイの粉をうまいことこぼさずに食べる-1グランプリ（優勝：設楽）』がカットされた）。参加芸人は全員タキシードを着用する。コーナー司会は第一回が上田と土田、第二回が上田だったが（N（ナントカ）-1グランプリ2009最後のドッキリで有田が司会から降格）、第三回から有田司会になった。2011年1月28日の第三回は『たくさん入ってそうなサイフの中身を空っぽにする-1GP』のみが行われた。